# Musée de la mine du Molay-Littry
Fosse Frandemiche
Le musée de la mine du Molay-Littry est installé en 1907 sur l'ancienne fosse Frandemiche, exploitée de 1759 à 1864 par les houillères de Littry. Il est situé sur la commune française du Molay-Littry, en Normandie. C'est le plus ancien musée de la mine de France. Il connait plusieurs rénovations entre 1950 et 2021.
Le musée possède une collection d'objets et de documents retraçant l'histoire de l'exploitation minière et ses aspects techniques. Les vestiges de l’ancienne fosse sont mis en valeur dans la cour.

## Localisation
Le musée est localisé rue Fosse Frandemiche au Molay-Littry, dans le département du Calvados en Normandie.

## Organisation du musée
L’accueil permet d'accéder au terrain clôturé du musée qui est occupé par les vestiges de la fosse Frandemiche : un terril (au pied duquel se trouvent des berlines), une ancienne cheminée carrée, l'orifice du puits de mine et les fondations des bâtiments restaurées (dont l’emplacement de deux chaudières à vapeur). Un parcours d’interprétation permet d'en faire le tour. Le bâtiment du musée est constitué de deux étages qui présentent l'aspect historique et technique de la mine. Le halle accueille une machine à vapeur identique à celle qui équipait la fosse Frandemiche, une galerie de mine est reconstituée. Le musée expose également une maquette de la fosse no 5 - 5 bis des mines de Bruay que l'on rejoint après avoir traversé une galerie de mine reconstituée.

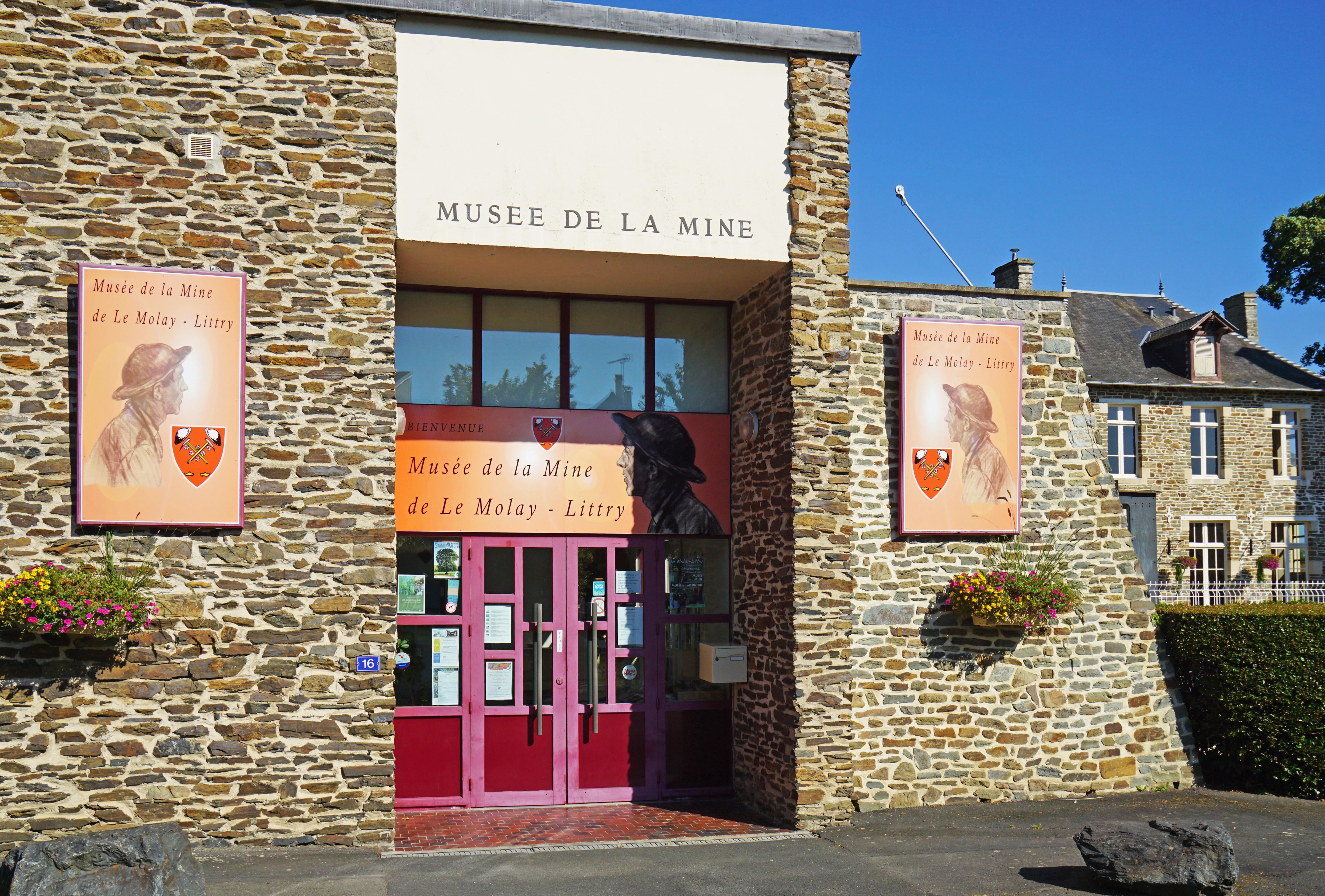
L’accueil.
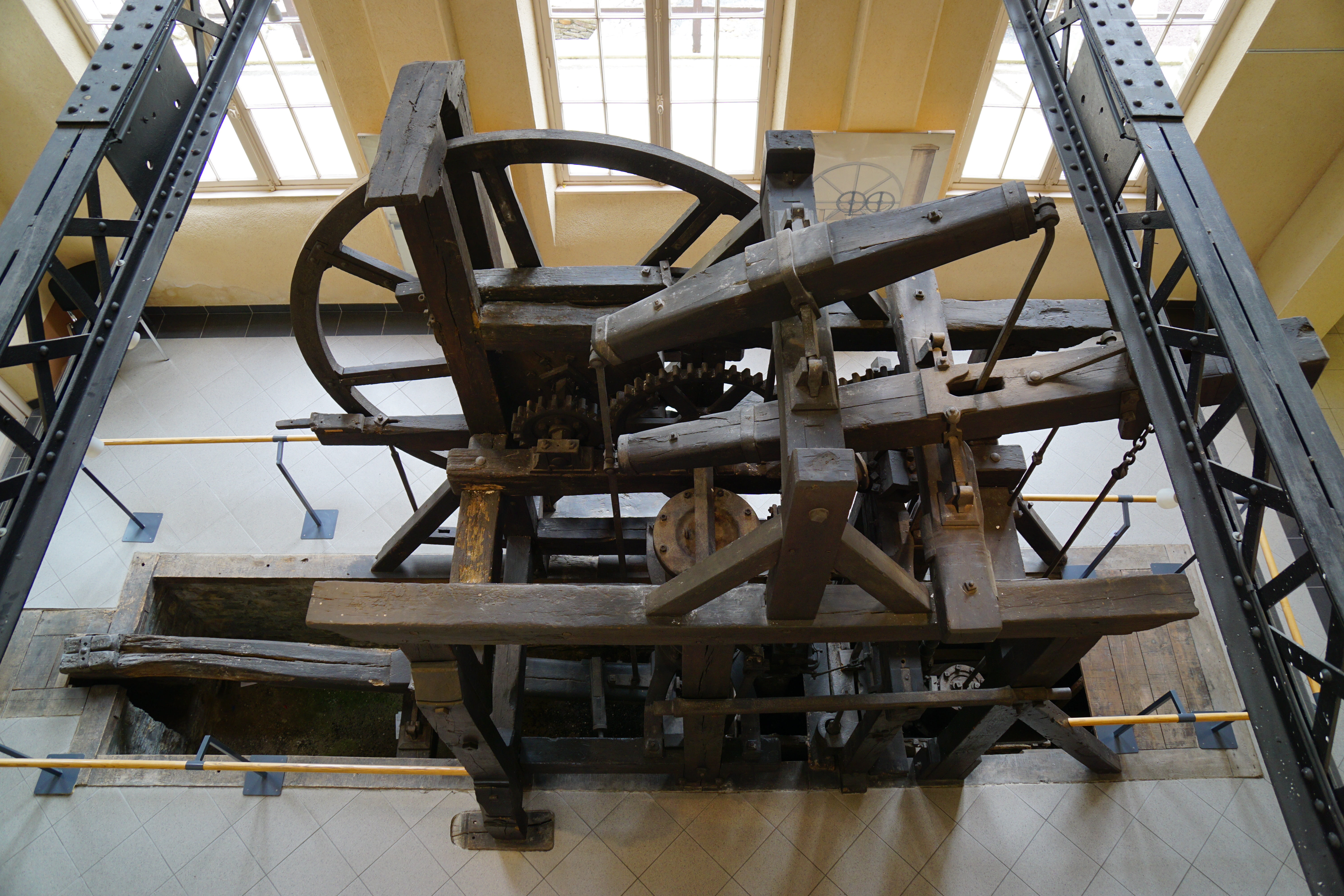
La machine de rotation.
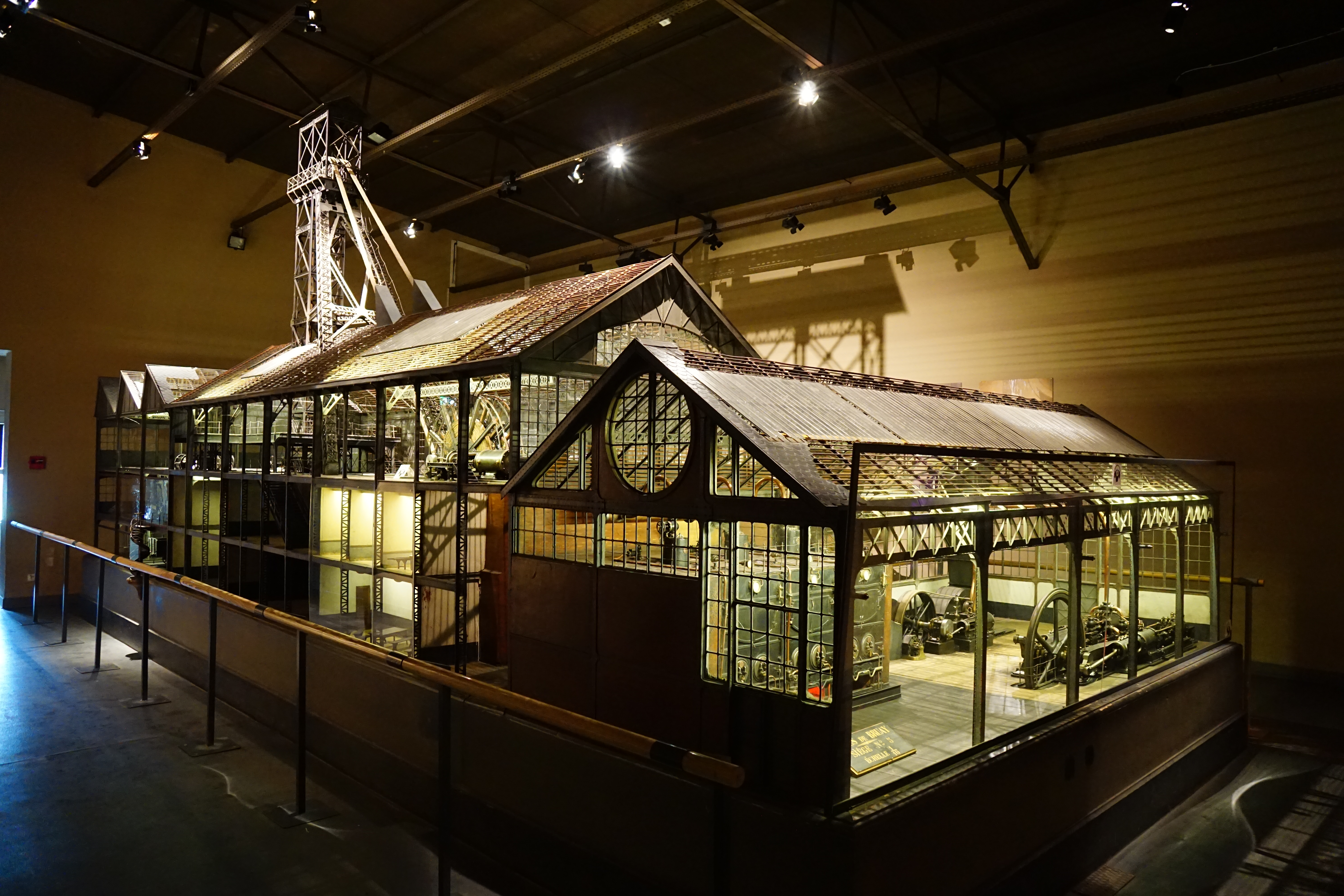
La maquette de fosse no 5 de Bruay.
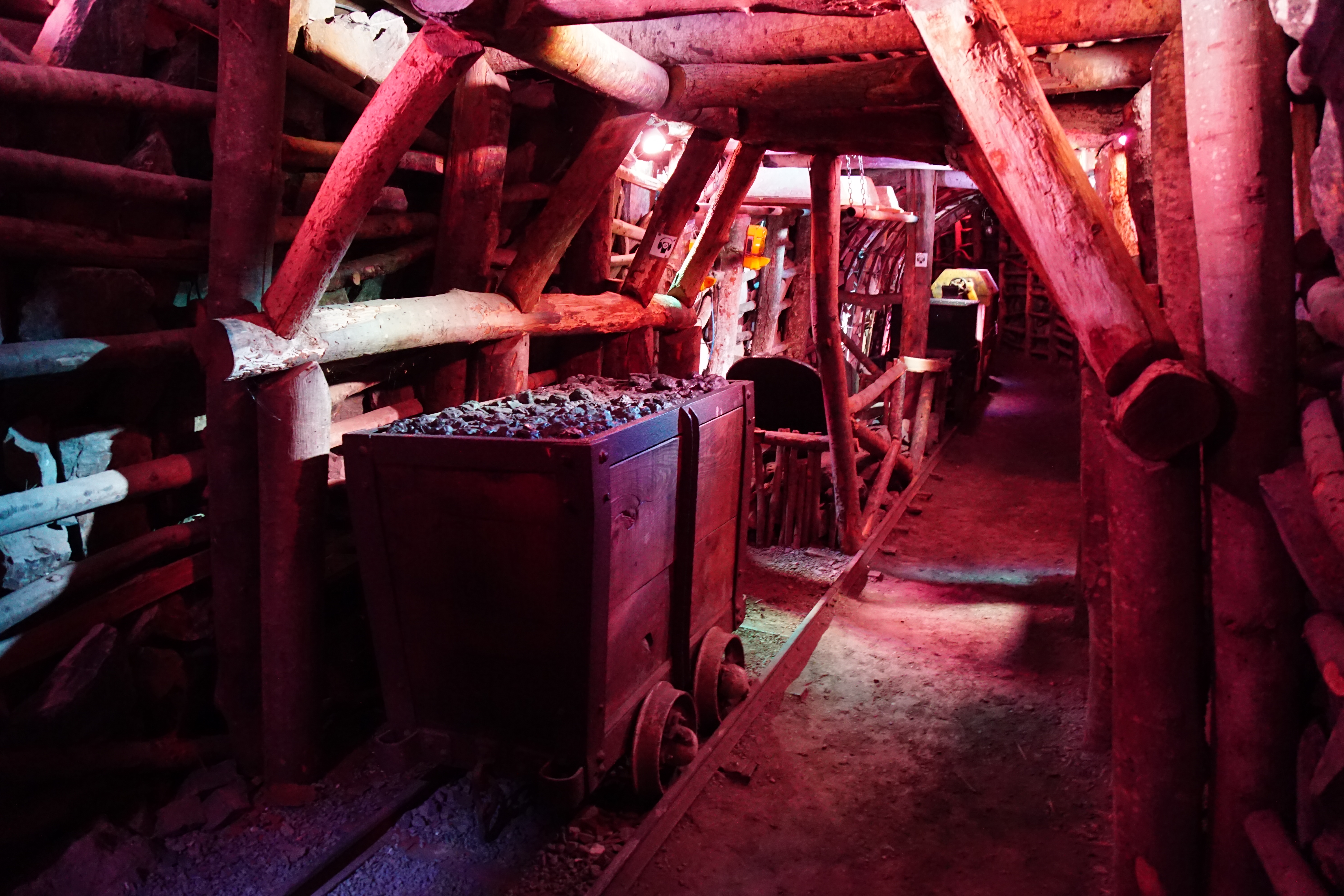
Galerie reconstituée.

## Histoire

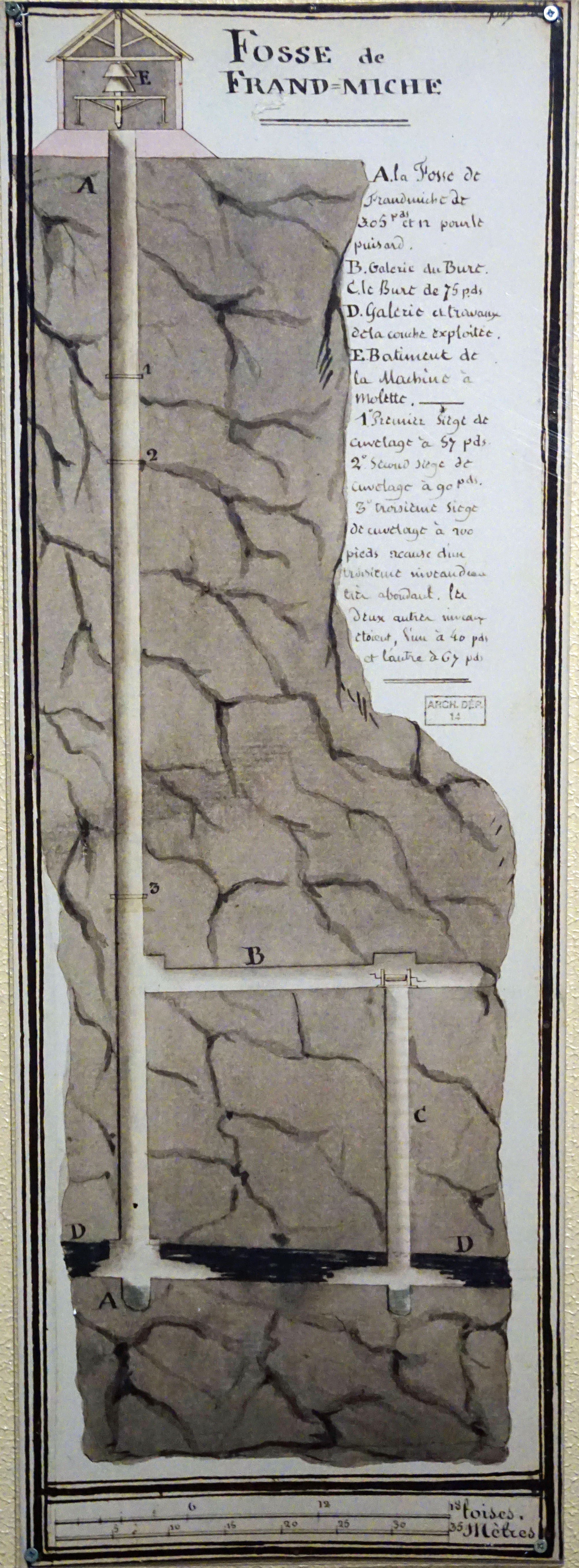
La fosse Frandemiche vue en coupe.

### Fosse Frandemiche
La compagnie minière de Littry commence le fonçage de la fosse en septembre 1759, il est achevé au bout d'un an. Le puits est boisé est cuvelé sauf aux endroits où le grès est rencontré, cette roche étant suffisamment dure. La fosse est baptisée du nom de l'agriculteur propriétaire du champ où elle est creusée. À 73 mètres de profondeur, la galerie « bahouette » rejoint à un bure qui permet d'accéder aux travaux miniers avant que le puits principal ne soit approfondi. Ce bure a connu deux accidents mortels.
Une couche de 2,75 mètres et exploitée à 94,5 mètres de profondeur. En 1802 le puits d'extraction est équipé d'une machine à vapeur des frères Périer pour remonter la houille. En 1846, l'actuelle cheminée est construite. La fosse est fermée en 1864.
Entre 1996 et 1997, des fouilles archéologiques dans la cour du musée permettent de mettre au jour les fondations des bâtiments et l'emplacement des chaudières. En juin 2000, le BRGM sonde le puits sur 43 mètres pour vérifier s'il est entièrement remblayé. Le rapport conclut que cela semble être le cas et que le puits ne présente aucun danger.

Les Vestiges.
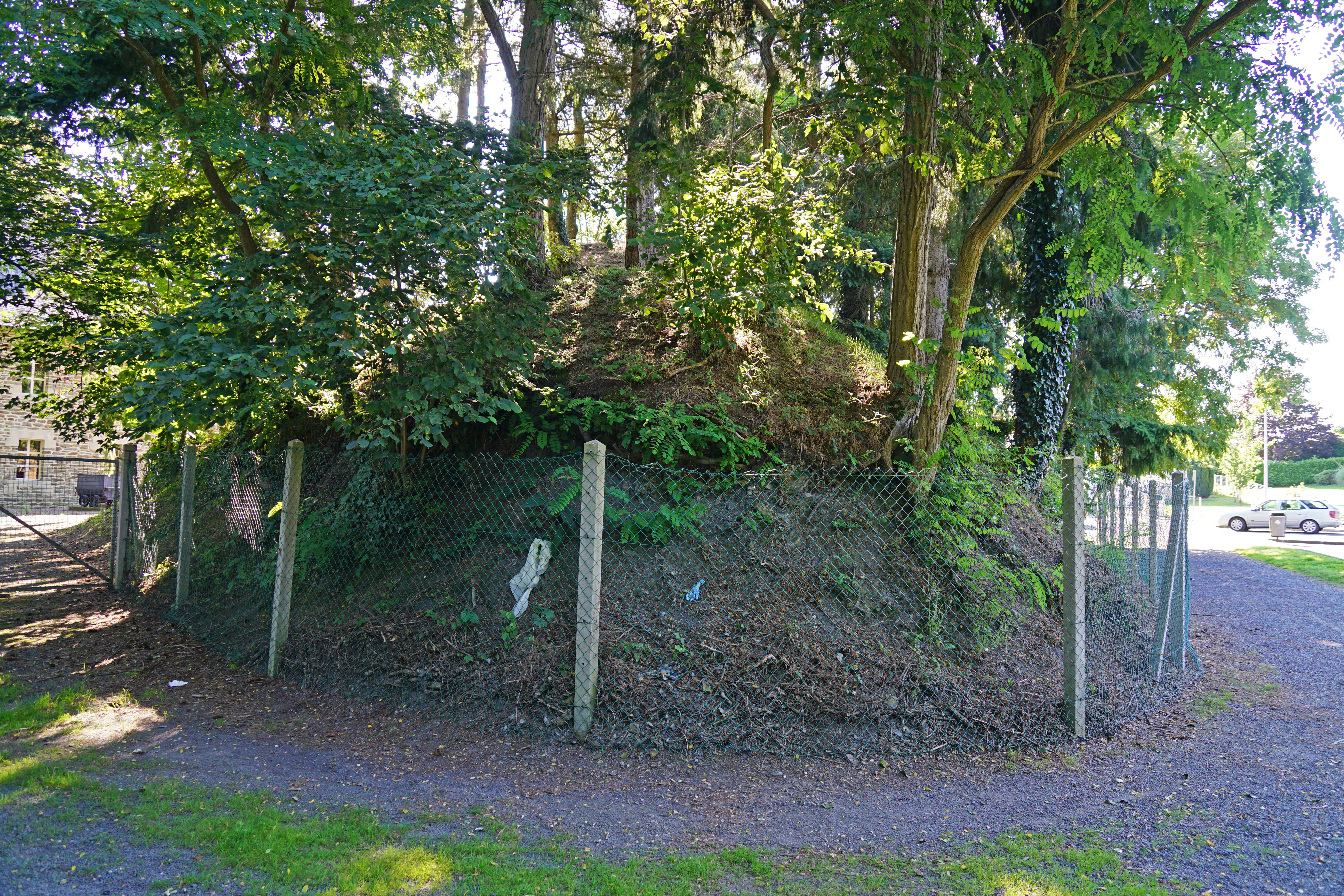
Le terril sud-ouest.
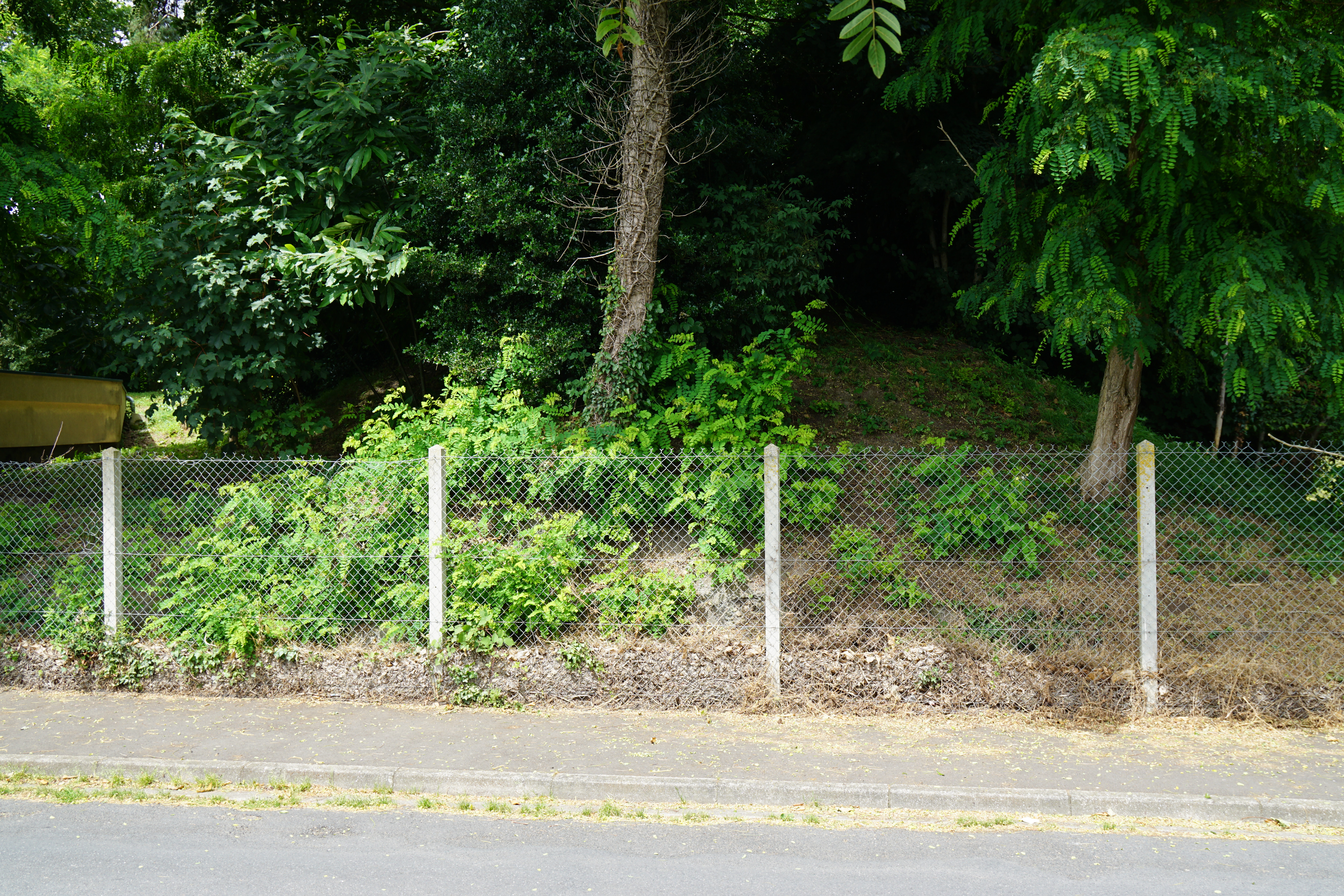
Le terril nord-est.
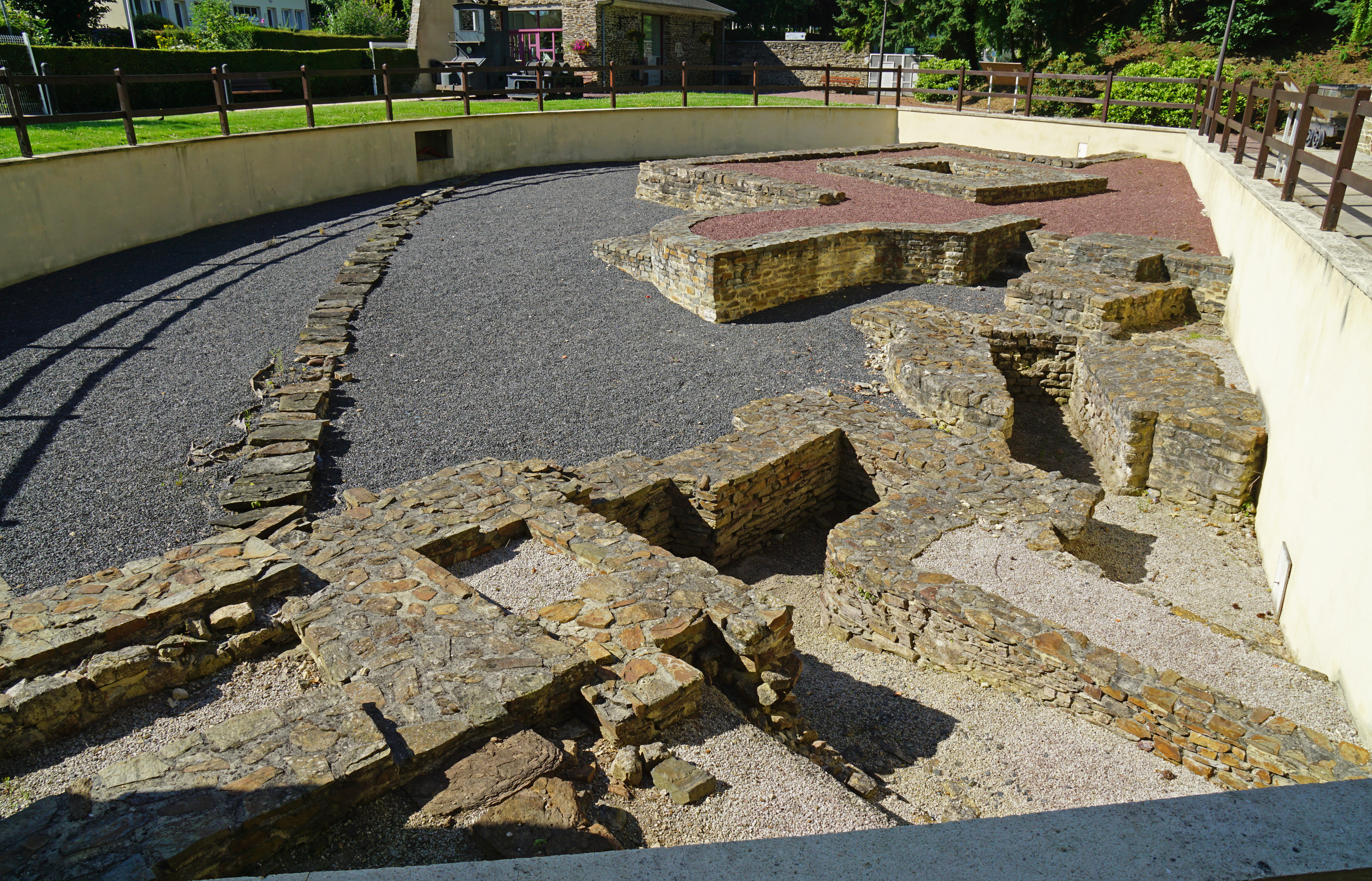
Les ruines des bâtiments.
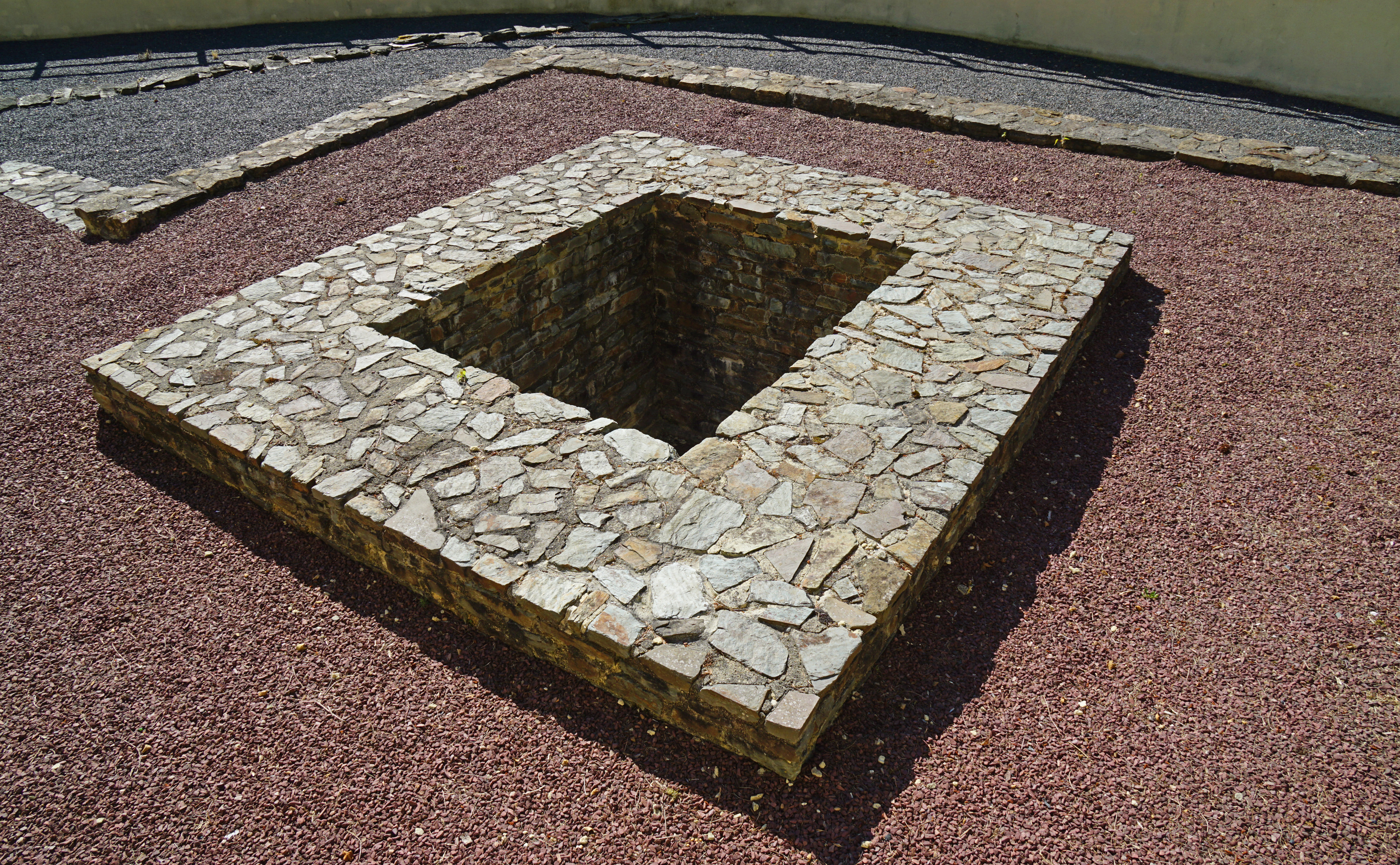
Le puits.
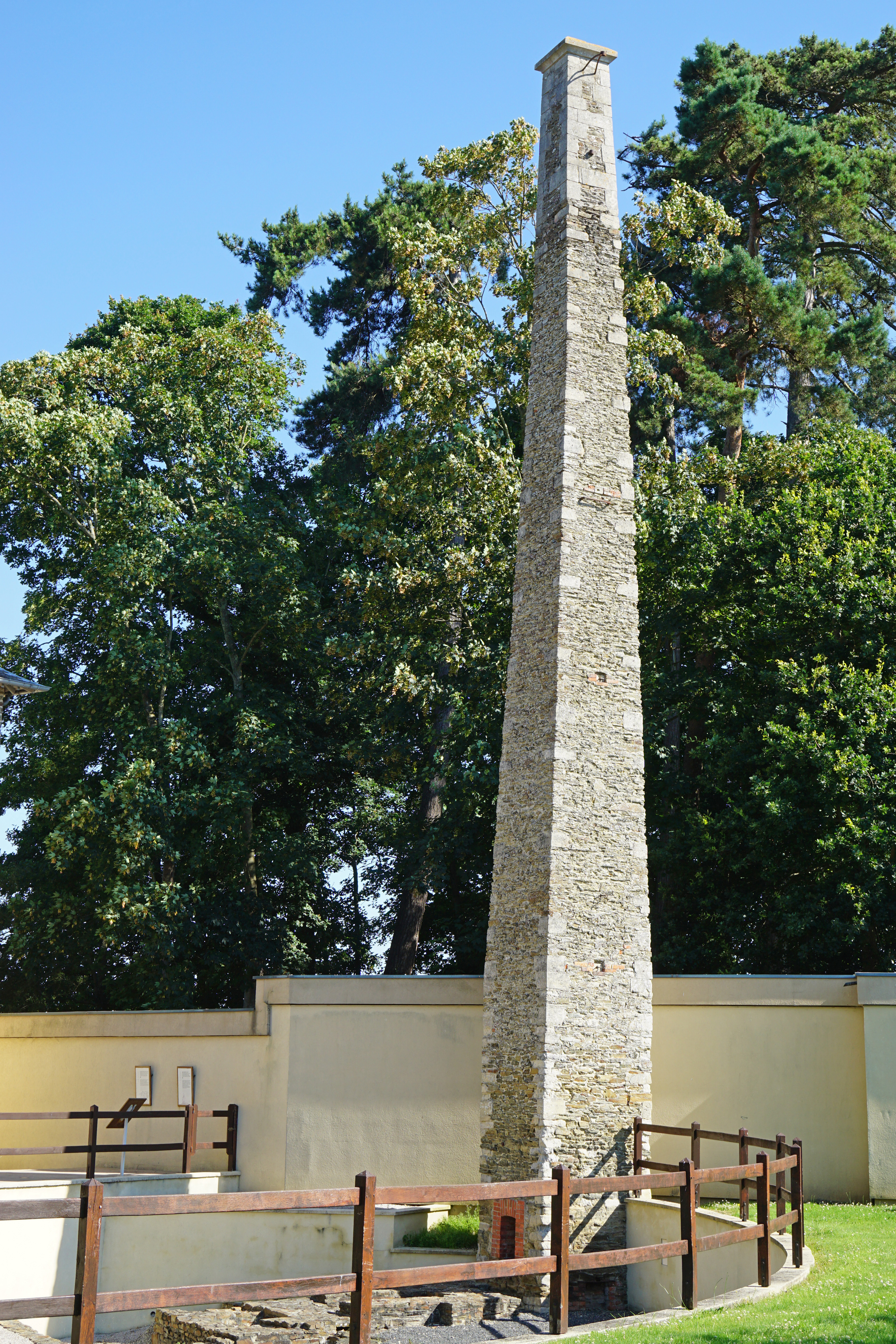
Cheminée.

### Musée de la mine

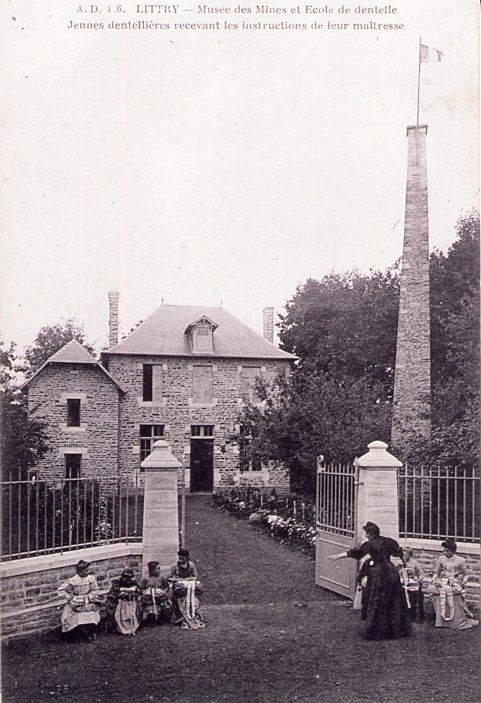
Le musée au début du XXe siècle.

À la fin du XIXe siècle, une collection d'outils et machines est réunie par Sosthène Lefrançois. Elle sert de base à la constitution du musée qui est construit en 1902 par Monsieur Labbey avec une école de dentelle sur le site de l'ancienne fosse Frandemiche. Il est inauguré en 1907, après don à la commune. Le musée est agrandi et rénové à plusieurs reprises entre 1950 et 1997. Une galerie de mine est notamment reconstituée en 1971,.
Le musée est fermé en mars 2020 pour être rénové et pour actualiser sa muséographie. Les travaux sont financés par la commune et le département,. Le musée rénové et la nouvelle scénographie sont ouverts au public le 19 mai 2021,.

Monsieur Labbey.
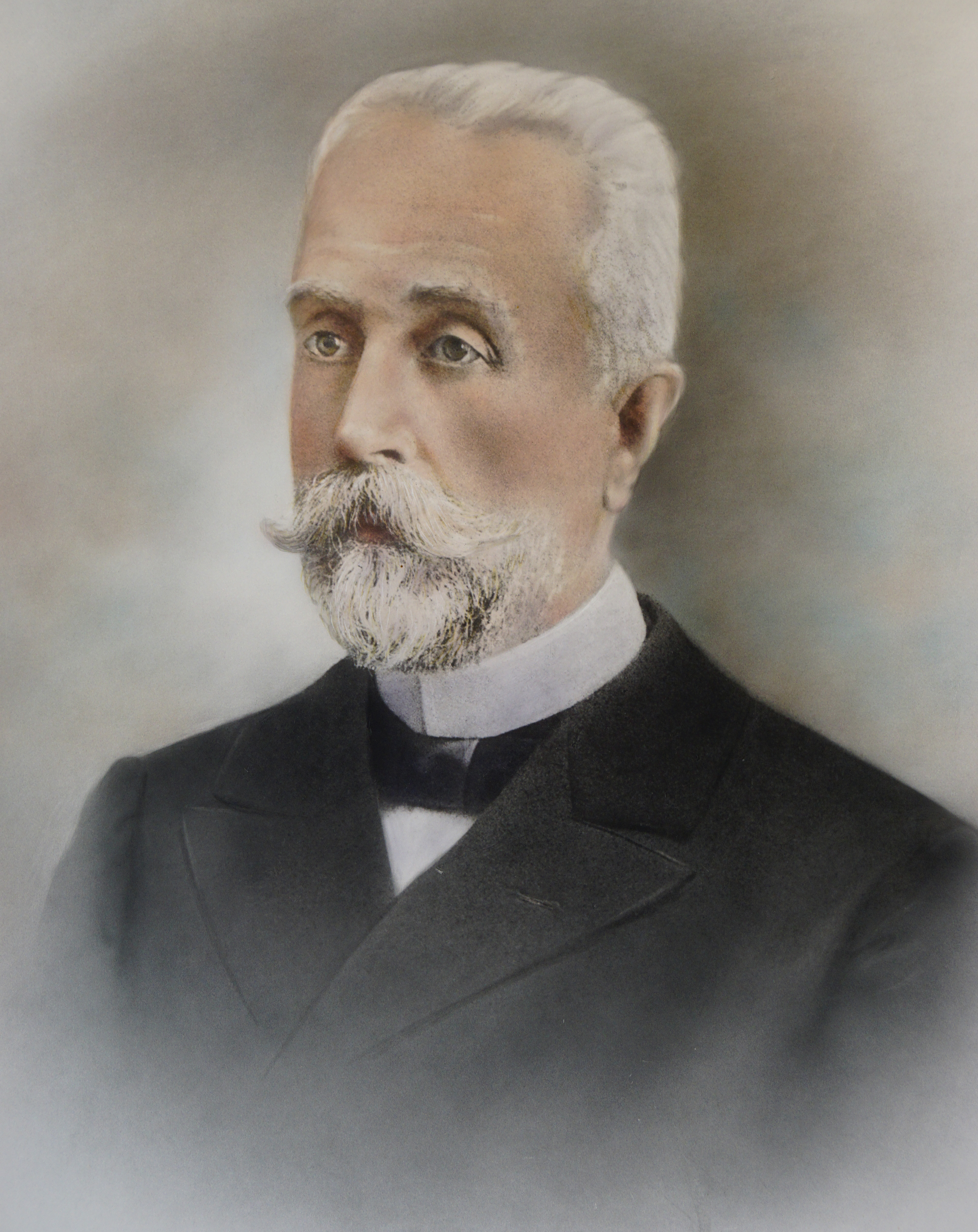
Portrait.
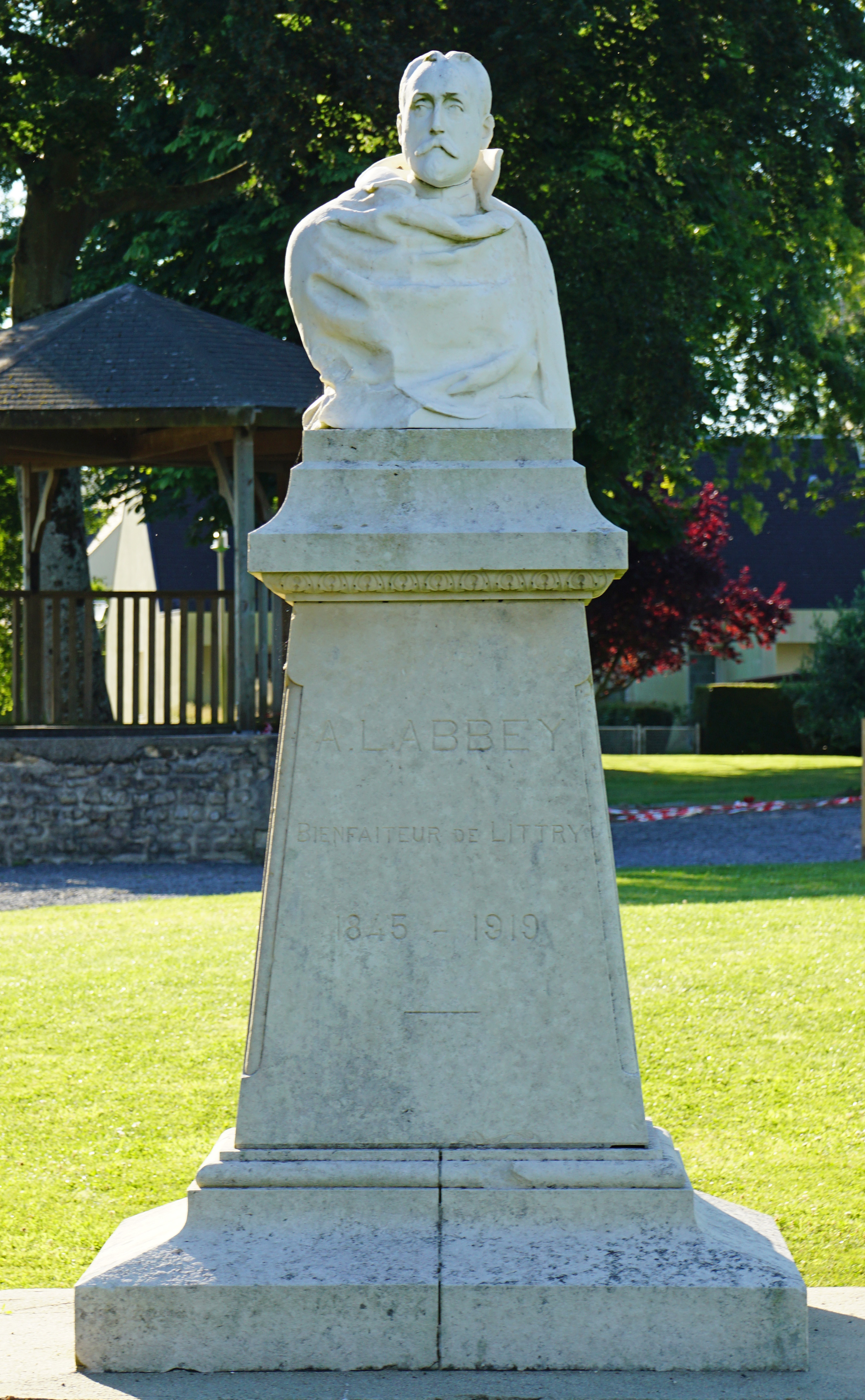
Buste.